# Pierre-Elzéar Taschereau
Pour les autres membres de la famille, voir Famille Taschereau.
Pierre-Elzéar Taschereau, né le 28 octobre 1805 à Québec et mort le 25 juillet 1845 à Sainte-Marie, est un avocat et homme politique canadien.

## Biographie
Né en 1805 à Québec, il est le fils du seigneur Thomas-Pierre-Joseph Taschereau et de Françoise Boucher de La Bruère de Montarville. Il est admis au Barreau du Bas-Canada le 15 février 1828. Il exerce la profession d'avocat à Québec avec son frère Joseph-André Taschereau moins d'un an, puis décide de retourner en Beauce où il avait hérité de la seigneurie familiale des Taschereau.
Il est élu député de Beauce à la Chambre d'assemblée du Bas-Canada en 1830. Il appuie parfois le Parti patriote ou bien le Parti bureaucrate. Il vote en faveur des 92 résolutions. Il est réélu en 1834. Il démissionne le 24 novembre 1835. Il est remplacé par son frère Joseph-André. Il effectue ensuite un retour en politique en 1844, lorsqu'il est élu député de Dorchester. Il est à nouveau remplacé par son frère Joseph-André après sa mort.
Il est mort en fonction au Manoir Taschereau le 25 juillet 1845, âgé de seulement 39 ans. Il est inhumé dans l'église du Saint-Nom-de-Marie de Sainte-Marie le 28 juillet 1845.
Son fils Henri-Elzéar Taschereau deviendra le premier juge en chef canadien-français de la Cour suprème du Canada.